# 阿尔马萨
阿尔马萨，是西班牙卡斯蒂利亚-莱昂索里亚省的一个市镇。总面积101平方公里，总人口611人（2001年），人口密度6人/平方公里。